# Avantgarde Music
Avantgarde Music er et italiensk pladeselskab, som blev stiftet som en fortsættelse af Obscure Plasma Records, og fokuserer på black og doom metal-kunstnere. Selskabet har et datterselskab kaldet Wounded Love Records, som har udgivet album af Dolorian og Taake.
Avantgarde Music's første udgivelse var funeral doom-klassikeren Stream from the Heavens af Thergothon i 1994. Sidenhen har selskabet skrevet kontrakt med mange velkendte black, døds- og doom metal-bands såsom Behemoth, Carpathian Forest, Mayhem og Unholy.

## Fodnoter
1. ↑  "Avantgarde Music". Discogs. Hentet 2006-12-19.
2. ↑  "Thergothon". Rockdetector. Hentet 2006-12-19.